# Torre Blanca
Torre Blanca är en ort i Mexiko.   Den ligger i kommunen Maravatío och delstaten Michoacán de Ocampo, i den södra delen av landet, 140 km väster om huvudstaden Mexico City. Torre Blanca ligger 2 078 meter över havet och antalet invånare är 303.
Terrängen runt Torre Blanca är kuperad åt sydost, men åt nordväst är den platt. Runt Torre Blanca är det ganska tätbefolkat, med 111 invånare per kvadratkilometer. Närmaste större samhälle är Maravatío, 9,9 km nordväst om Torre Blanca. I omgivningarna runt Torre Blanca växer huvudsakligen savannskog.